# 5650 Mochihito-o
5650 Mochihito-o è un asteroide della fascia principale. Scoperto nel 1990, presenta un'orbita caratterizzata da un semiasse maggiore pari a 2,6178038 UA e da un'eccentricità di 0,1104729, inclinata di 12,24330° rispetto all'eclittica.